# Carex duriuscula
Carex duriuscula är en halvgräsart som beskrevs av Carl Anton von Meyer. Carex duriuscula ingår i släktet starrar, och familjen halvgräs.

## Underarter
Arten delas in i följande underarter:
- C. d. duriuscula
- C. d. rigescens